# Melochia
- Commons
- Wikispecies

Melochia L. é um género botânico pertencente à família Malvaceae.

## Sinonímia
- Physodium  C. Presl
- Visenia Houtt.

## Espécies
- Melochia acutangula
- Melochia adenodes
- Melochia affinis
- Melochia anomala
- Melochia arborea
- Melochia arenosa
- Melochia argentina
- «Lista completa»

## Classificação do gênero
| Sistema | Classificação                        | Referência               |
| ------- | ------------------------------------ | ------------------------ |
| Linné   | Classe Monadelphia, ordem Pentandria | Species plantarum (1753) |